# 提爾米丁
36°39′N 3°59′E / 36.650°N 3.983°E

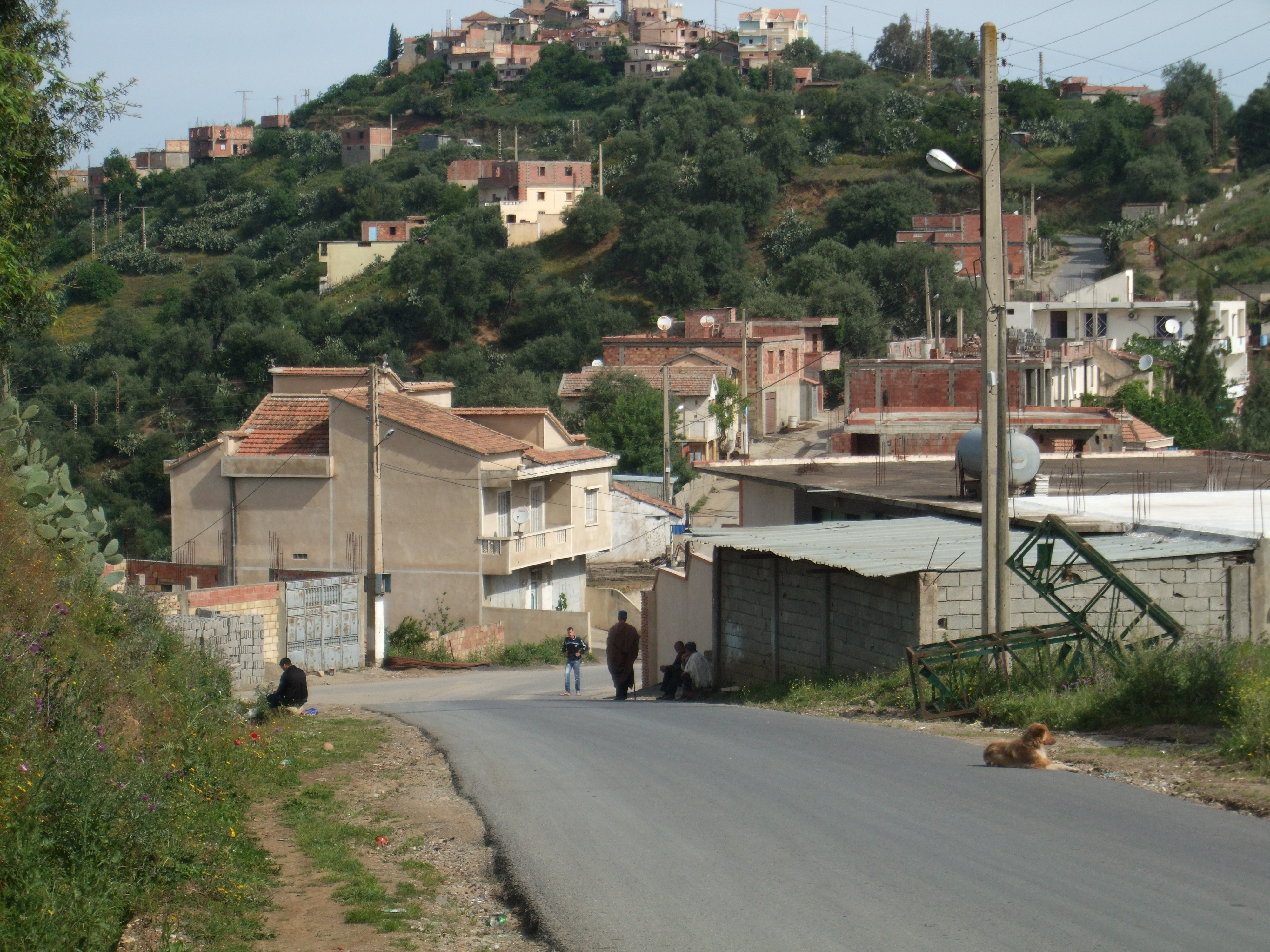
提爾米丁

提爾米丁（阿拉伯语：‎），是阿爾及利亞的城鎮，位於該國北部提濟烏祖省，由德拉本海達區負責管轄，面積33平方公里，2008年人口19,027，人口密度每平方公里578人。